# Fußball-Europameisterschaft 2016/Albanien

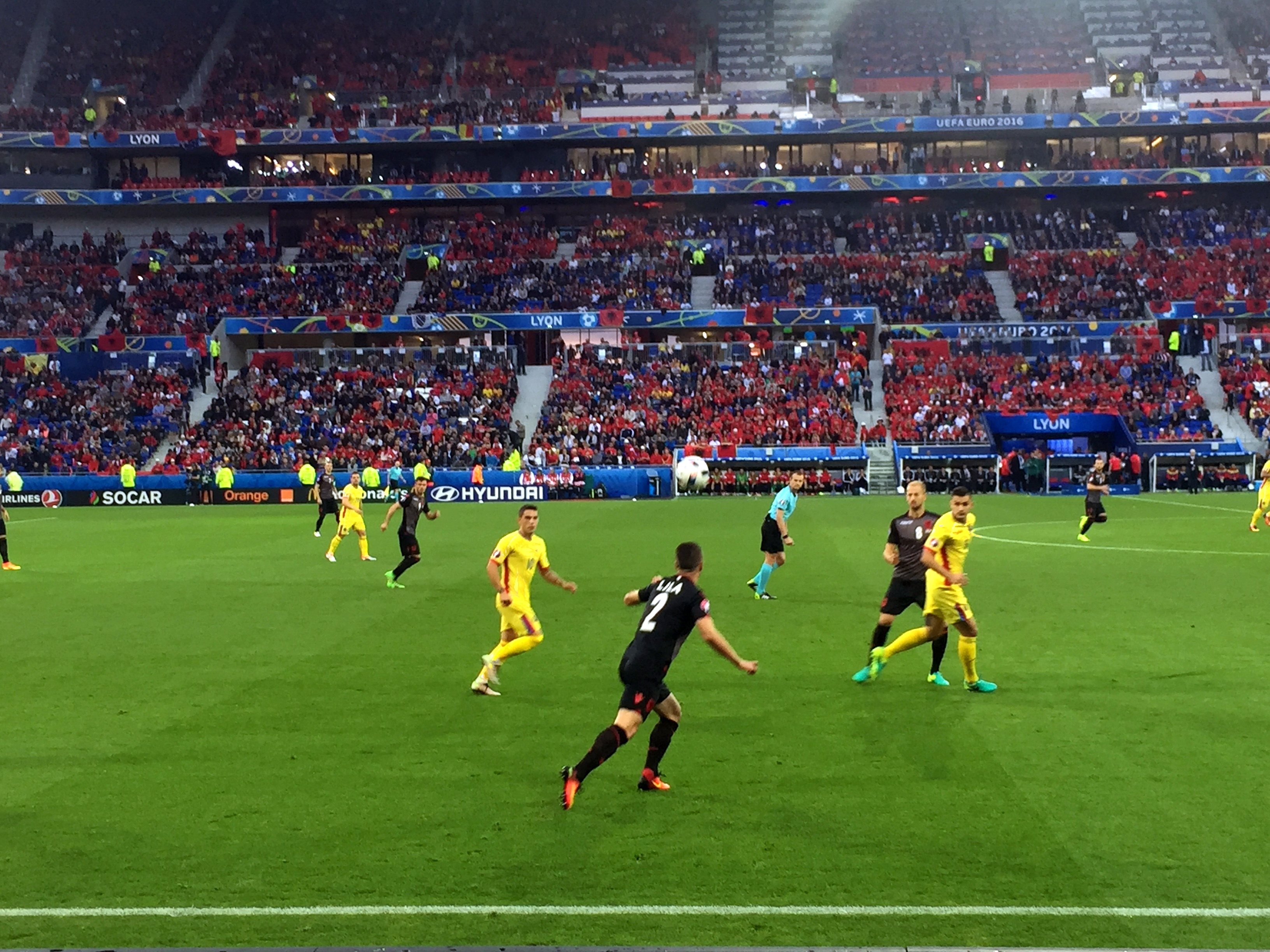
EM-Spiel gegen Rumänien

Dieser Artikel behandelt die albanische Nationalmannschaft bei der Fußball-Europameisterschaft 2016 in Frankreich. Für Albanien, das sich als Gruppenzweiter qualifiziert hatte, war es die erste Teilnahme an einer EM-Endrunde.

## Qualifikation
Albanien absolvierte die Qualifikation zur Europameisterschaft in der Gruppe I, der einzigen Fünfergruppe. Die Albaner begannen die Qualifikation mit einem überraschenden 1:0-Sieg in Portugal, gegen das sie zuvor in fünf Spielen nie gewonnen hatten. Die Portugiesen gewannen danach aber alle weiteren Spiele, auch das Rückspiel in Albanien durch ein Tor in der Nachspielzeit, wodurch die Albaner erstmals in dieser Qualifikationsrunde verloren, sodass die Portugiesen wie erwartet Gruppensieger wurden. Zwar verloren die Albaner dann auch das folgende Heimspiel gegen Serbien durch zwei Tore in der Nachspielzeit, durch einen Sieg am letzten Spieltag in Armenien qualifizierten sie sich aber als Gruppenzweiter. Insgesamt setzte Trainer Gianni De Biasi 25 Spieler ein, davon Etrit Berisha, Lorik Cana und Taulant Xhaka in allen acht Spielen. Taulant Xhaka war erst im ersten Qualifikationsspiel gegen Portugal zu seinem ersten A-Länderspiel gekommen. Zudem kam Berat Djimsiti am 4. September 2015 gegen Dänemark zu seinem ersten Einsatz. Keinem Albaner gelang mehr als ein Qualifikationsstor. Neben den Spielen gegen die Qualifikationsgegner spielte Albanien auch während dieser Zeit wie die anderen Gruppengegner zweimal gegen EM-Gastgeber Frankreich. Dabei erreichten sie in Rennes am 14. November 2014 ein 1:1, wobei Lorik Cana, der auch die französische Staatsbürgerschaft besitzt, Altin Lala als Rekordnationalspieler ablöste. Beim Rückspiel am 13. Juni 2015 gelang sogar ein 1:0-Sieg und damit erstmals ein Sieg gegen die Franzosen, wobei Naser Aliji und Arbnor Fejzullahu ihr erstes Länderspiel bestritten. Im Laufe der Qualifikation verbesserte sich Albanien in der FIFA-Weltrangliste von Platz 70 auf Platz 36.

### Spiele
Alle Resultate aus albanischer Sicht.
| Datum      | Spielort                                                  | Gegner   | Ergebnis  | Torschützen                                                                              |
| ---------- | --------------------------------------------------------- | -------- | --------- | ---------------------------------------------------------------------------------------- |
| 07.09.2014 | Estádio Municipal de Aveiro Aveiro (PRT)                  | Portugal | 1:0 (0:0) | 1:0 Bekim Balaj (52.)                                                                    |
| 11.10.2014 | Elbasan Arena, Elbasan                                    | Dänemark | 1:1 (1:0) | 1:0 Ermir Lenjani (38.), 1:1 Lasse Vibe (81.)                                            |
| 14.10.2014 | Stadion Partizana, Belgrad (SRB)                          | Serbien  | 3:0       | (nach Spielabbruch für Albanien gewertet)                                                |
| 29.03.2015 | Elbasan Arena, Elbasan                                    | Armenien | 2:1 (0:1) | 0:1, 1:1 Mergim Mavraj (4., Eigentor, 77.), 2:1 Shkëlzen Gashi (81.)                     |
| 04.09.2015 | Telia Parken, Kopenhagen (DNK)                            | Dänemark | 0:0       |                                                                                          |
| 07.09.2015 | Elbasan Arena, Elbasan                                    | Portugal | 0:1 (0:0) | 0:1 Miguel Veloso (90.+2′)                                                               |
| 08.10.2015 | Elbasan Arena, Elbasan                                    | Serbien  | 0:2 (0:0) | 0:1 Aleksandar Kolarov (90.+1′), 0:2 Adem Ljajić (90.+4′)                                |
| 11.10.2015 | Wasken Sarkissjan Republikanisches Stadion, Jerewan (ARM) | Armenien | 3:0 (2:0) | 1:0 Kamo Howhannisjan (9., Eigentor), 2:0 Berat Djimsiti (23.), 3:0 Armando Sadiku (76.) |

### Tabelle
| Pl. | Land     | Sp. | S | U | N | Tore    | Diff. | Punkte |
| --- | -------- | --- | - | - | - | ------- | ----- | ------ |
| 1.  | Portugal | 8   | 7 | 0 | 1 | 011:500 | +6    | 21     |
| 2.  | Albanien | 8   | 4 | 2 | 2 | 010:500 | +5    | 14     |
| 3.  | Dänemark | 8   | 3 | 3 | 2 | 008:500 | +3    | 12     |
| 4.  | Serbien  | 8   | 2 | 1 | 5 | 008:130 | −5    | 04     |
| 5.  | Armenien | 8   | 0 | 2 | 6 | 005:140 | −9    | 02     |

## Vorbereitung

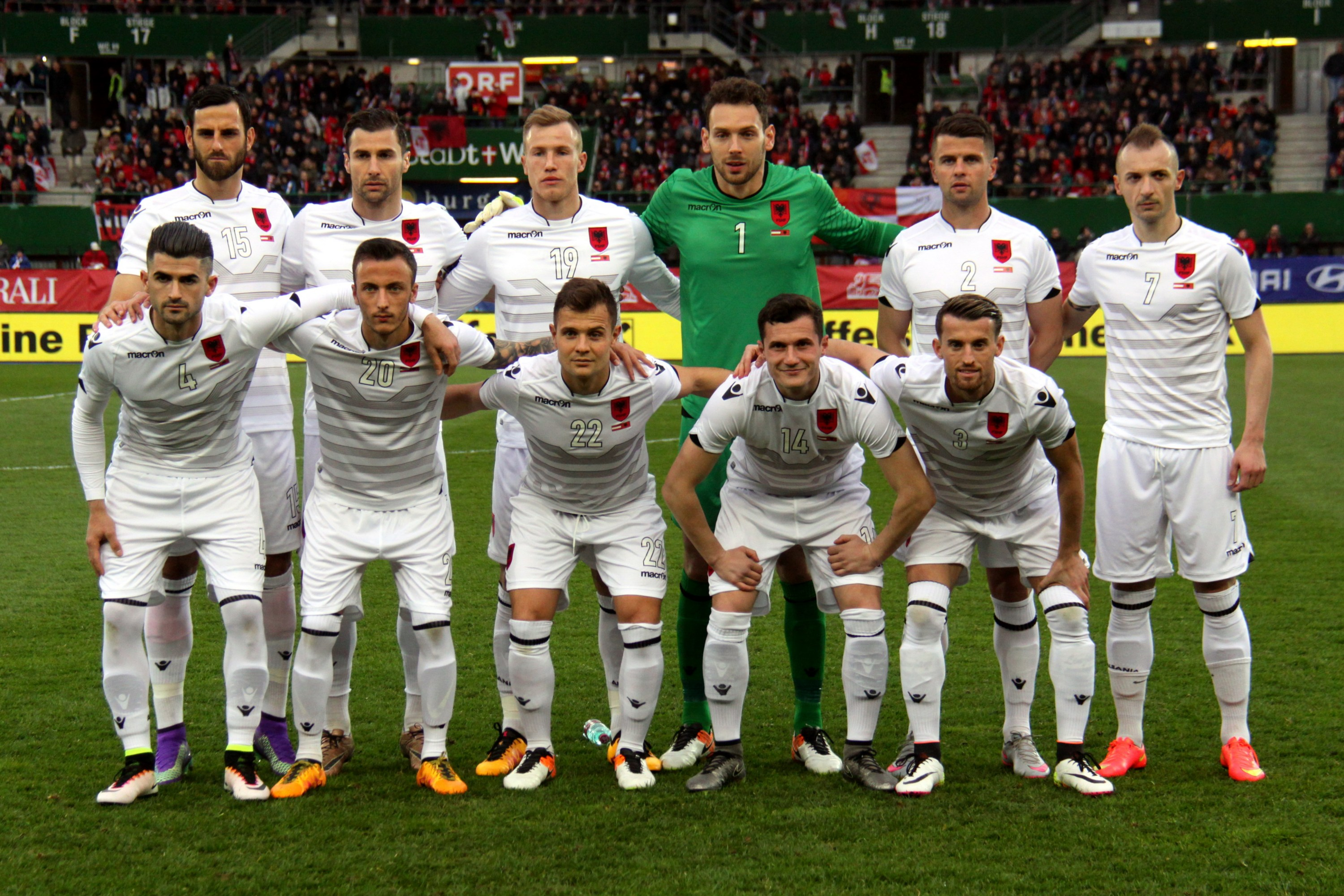
Die albanische Mannschaft vor dem Freundschaftsspiel gegen Österreich

Nach dem Ende der Qualifikation bestritten die Albaner am 13. November ein Spiel gegen die Kosovarische Fußballauswahl, die aber von der UEFA und FIFA noch nicht anerkannt wurde, und am 16. November gegen Georgien. Beide Spiele endeten 2:2 unentschieden. Im März 2016 wurde ein Testspiel am 26. gegen EM-Teilnehmer Österreich in Wien mit 1:2 verloren und am 29. März gewannen die Albaner in Luxemburg gegen Luxemburg mit 2:0. Dabei wurde mit Milot Rashica ein Neuling eingesetzt. In der unmittelbaren Vorbereitung fanden Testspiele am 29. Mai gegen Katar (3:1) in Hartberg und am 3. Juni in Bergamo gegen EM-Teilnehmer Ukraine (1:3) statt.

## Kader
Der vorläufige Kader mit 27 Spielern wurde am 21. Mai benannt. Am 31. Mai erfolgte die Nennung des endgültigen Kaders. Die Spieler standen bei 21 Vereinen in 11 Ländern unter Vertrag. Nur der FC Basel, der FC Nantes und HNK Rijeka stellten zwei Spieler. Nur zwei Spieler waren in Albanien tätig.
| Nr. | Position   | Name             | Verein               | Geburts- datum | NM-Sp. | NM-Tore | Debüt | Anzahl der Spiele | Tor | Gelbe Karte | Gelb-Rote Karte | Rote Karte |
| --- | ---------- | ---------------- | -------------------- | -------------- | ------ | ------- | ----- | ----------------- | --- | ----------- | --------------- | ---------- |
| 1   | Torhüter   | Etrit Berisha    | Lazio Rom            | 10. März 1989  | 35     | 0       | 2012  | 3                 |     |             |                 |            |
| 12  | Torhüter   | Alban Hoxha      | FK Partizani Tirana  | 23. Nov. 1987  | 1      | 0       | 2015  |                   |     |             |                 |            |
| 23  | Torhüter   | Orges Shehi      | KF Skënderbeu Korça  | 25. Sep. 1977  | 7      | 0       | 2010  |                   |     |             |                 |            |
| 7   | Abwehr     | Ansi Agolli      | FK Qarabağ Ağdam     | 11. Okt. 1982  | 61     | 2       | 2005  | 3                 |     |             |                 |            |
| 2   | Abwehr     | Andi Lila        | PAS Ioannina         | 12. Feb. 1986  | 58     | 0       | 2007  | 2                 |     |             |                 |            |
| 6   | Abwehr     | Frédéric Veseli  | FC Lugano            | 20. Nov. 1992  | 3      | 0       | 2015  | 1                 |     |             |                 |            |
| 18  | Abwehr     | Arlind Ajeti     | Frosinone Calcio     | 25. Sep. 1993  | 10     | 1       | 2014  | 2                 |     |             |                 |            |
| 4   | Abwehr     | Elseid Hysaj     | SSC Neapel           | 2. Feb. 1994   | 20     | 0       | 2013  | 3                 |     | 1           |                 |            |
| 15  | Abwehr     | Mergim Mavraj    | 1. FC Köln           | 9. Juni 1986   | 26     | 3       | 2012  | 3                 |     | 1           |                 |            |
| 17  | Abwehr     | Naser Aliji      | FC Basel             | 27. Dez. 1993  | 5      | 0       | 2015  |                   |     |             |                 |            |
| 22  | Mittelfeld | Amir Abrashi     | SC Freiburg          | 27. März 1990  | 18     | 0       | 2013  | 3                 |     | 1           |                 |            |
| 20  | Mittelfeld | Ergys Kaçe       | PAOK Thessaloniki    | 8. Juli 1993   | 16     | 2       | 2013  | 1                 |     | 1           |                 |            |
| 21  | Mittelfeld | Odise Roshi      | HNK Rijeka           | 22. Mai 1991   | 32     | 1       | 2011  | 3                 |     |             |                 |            |
| 5   | Mittelfeld | Lorik Cana       | FC Nantes            | 27. Juli 1983  | 91     | 1       | 2003  | 2                 |     | 1           | 1               |            |
| 3   | Mittelfeld | Ermir Lenjani    | FC Nantes            | 5. Aug. 1989   | 19     | 3       | 2013  | 3                 |     |             |                 |            |
| 9   | Mittelfeld | Ledian Memushaj  | Delfino Pescara 1936 | 7. Dez. 1986   | 14     | 0       | 2010  | 2                 |     | 1           |                 |            |
| 8   | Mittelfeld | Migjen Basha     | Como Calcio          | 5. Jan. 1987   | 19     | 3       | 2013  | 1                 |     | 1           |                 |            |
| 13  | Mittelfeld | Burim Kukeli     | FC Zürich            | 16. Jan. 1984  | 15     | 0       | 2012  | 2                 |     | 2           |                 |            |
| 14  | Mittelfeld | Taulant Xhaka    | FC Basel             | 28. März 1991  | 12     | 0       | 2014  | 2                 |     |             |                 |            |
| 19  | Angriff    | Bekim Balaj      | HNK Rijeka           | 11. Jan. 1991  | 15     | 1       | 2012  | 1                 |     |             |                 |            |
| 16  | Angriff    | Sokol Cikalleshi | Istanbul Başakşehir  | 27. Juli 1990  | 19     | 2       | 2014  | 1                 |     |             |                 |            |
| 11  | Angriff    | Shkëlzen Gashi   | Colorado Rapids      | 15. Juli 1988  | 14     | 1       | 2013  | 1                 |     |             |                 |            |
| 10  | Angriff    | Armando Sadiku   | FC Vaduz             | 27. Mai 1991   | 19     | 5       | 2012  | 3                 | 1   |             |                 |            |

Trainer:  Gianni De Biasi

### Spieler, die nur im vorläufigen Kader standen
| Position.  | Name           | Verein           | Geburts- datum | Länderspiel- einsätze | Länderspiel- tore | Debüt |
| ---------- | -------------- | ---------------- | -------------- | --------------------- | ----------------- | ----- |
| Abwehr     | Amir Rrahmani  | RNK Split        | 24. Feb. 1994  | 2                     | 1                 | 2014  |
| Abwehr     | Berat Djimsiti | Atalanta Bergamo | 19. Feb. 1993  | 7                     | 1                 | 2015  |
| Mittelfeld | Milot Rashica  | Vitesse Arnheim  | 28. Juni 1996  | 2                     | 0                 | 2016  |
| Mittelfeld | Herolind Shala | Slovan Liberec   | 1. Feb. 1992   | 6                     | 0                 | 2014  |

1. 1 2 3 4  Hier werden nur Spiele und Tore gezählt, die vor der EM 2016 stattgefunden haben (Quelle).
2. 1 2 3 4 5 6 7 8 9 10 11 12 13 14 15 16 17 18 19  Davon ein nicht offiziell gewertetes Freundschaftsspiel gegen den Kosovo.
3. ↑  Nach der Gelb-roten Karte für Cana

## Endrunde
Bei der am 12. Dezember 2015 stattgefundenen Auslosung der sechs Endrundengruppen war Albanien in Topf 4 gesetzt. Albanien wurde der Gruppe A mit Gastgeber Frankreich, Rumänien und der Schweiz zugelost. Gegen alle drei hat Albanien eine negative Bilanz. Rumänien ist mit 16 Spielen vor der EM häufigster Gegner, nur zwei Spiele wurden gewonnen (1947 und 1948), drei endeten remis und elf wurden verloren. Gegen Frankreich gab es zuvor sechs Spiele, davon zwei als Freundschaftsspiele während der EM-Qualifikation, wobei das erste Remis und der erste Sieg gelang. Die ersten vier Spiele in Qualifikationen zu den Europameisterschaften 1992 und 2012 wurden verloren. Gegen die Schweiz gab es in zuvor sechs Spielen nur ein Remis bei fünf Niederlagen – alle in Pflichtspielen (Qualifikationen zu den Weltmeisterschaften 1966 und 2014 sowie der EM 2004).
Im ersten Spiel gegen die Schweiz kam es zum Bruderduell zwischen dem für Albanien spielenden Taulant Xhaka und seinem für die Schweiz spielenden Bruder Granit. Die Albaner gerieten gegen die Schweizer bereits nach fünf Minuten in Rückstand und verloren dann auch noch in der 36. Minute Kapitän und Rekordnationalspieler Lorik Cana durch die erste Gelb-Rote Karte bei dieser EM. Trotz Unterzahl hatten sie aber insbesondere gegen Ende der zweiten Halbzeit die besseren Chancen, konnten aber keine nutzen. So verloren sie mit 0:1. Im zweiten Spiel gegen den Gastgeber konnten sie lange das 0:0 halten, mussten dann aber in der 90. Minute das 0:1 durch den eingewechselten Antoine Griezmann hinnehmen und in der sechsten Minute der Nachspielzeit dann noch ein weiteres Tor durch Dimitri Payet. Im letzten Spiel gegen Rumänien brauchten beide einen Sieg um noch eine Chance zu haben als einer der besten Gruppendritten das Achtelfinale zu erreichen. Den Albanern gelang zwei Minuten vor der Halbzeitpause das 1:0 durch Armando Sadiku, der damit nicht nur das erste EM-Tor für Albanien erzielte, sondern seiner Mannschaft auch den ersten Sieg in einem EM-Spiel bescherte, da es den Rumänen nicht gelang ein Tor zu erzielen. Die Tordifferenz dieses Sieges reichte aber nicht aus, um unter die vier besten Gruppendritten zu kommen und das Achtelfinale zu erreichen, dazu wäre ein 3:0 notwendig gewesen. Trotz des Ausscheidens wurde die Mannschaft bei ihrer Rückkehr nach Albanien begeistert empfangen.
Bei den Buchmachern wurde Albanien als größter Außenseiter auf den Titelgewinn mit einer Quote von 301:1 geführt.
Dank des Sieges gegen Rumänien gewann Albanien in der FIFA-Weltrangliste 72 Punkte hinzu und verbesserte sich um fünf Plätze. Zudem wurden den Spielern als Anerkennung dieses Sieges Diplomatenpässe ausgestellt sowie durch die Regierung eine Prämie in Höhe von einer Million Euro ausgeschüttet.
| Pl. | Land       | Sp. | S | U | N | Tore    | Diff. | Punkte |
| --- | ---------- | --- | - | - | - | ------- | ----- | ------ |
| 1.  | Frankreich | 3   | 2 | 1 | 0 | 004:100 | +3    | 07     |
| 2.  | Schweiz    | 3   | 1 | 2 | 0 | 002:100 | +1    | 05     |
| 3.  | Albanien   | 3   | 1 | 0 | 2 | 001:300 | −2    | 03     |
| 4.  | Rumänien   | 3   | 0 | 1 | 2 | 002:400 | −2    | 01     |

|                                                            |   |          |           |
| Sa., 11. Juni 2016 um 15:00 Uhr in Lens                    |   |          |           |
| Albanien                                                   | – | Schweiz  | 0:1 (0:1) |
| Mi., 15. Juni 2016 um 21:00 Uhr in Marseille               |   |          |           |
| Frankreich                                                 | – | Albanien | 2:0 (0:0) |
| So., 19. Juni 2016 um 21:00 Uhr in Décines-Charpieu (Lyon) |   |          |           |
| Rumänien                                                   | – | Albanien | 0:1 (0:1) |